# Division 1 i ishockey för damer 2007/2008
Division 1 i ishockey för damer 2007/2008 bestod av tre serier med totalt 23 lag. Nyheten denna säsong var att de bästa lagen i de lokala serierna kvalificerade sig för Riksserien som denna säsong fungerade som slutspelsserie. Till nästa säsong skulle Riksserien bli den nya högstaligan för svensk damishockey och Division 1 kom då att bli andraligan. När grundserierna var färdigspelade stod det klart att AIK, Brynäs, Leksand och Segeltorp kvalificerat sig för Riksserien från den östra serien, Modo Hockey och Skellefteå från norra serien samt Linköping och Växjö från den södra.

## Höstsäsongen

### Div 1 Norra
Lagen i den norra serien mötte varandra en gång hemma och en gång borta, vilket gav 10 omgångar, som spelades under perioden 6 oktober till 9 december 2007. Modo vann serien och ficlk Skellefteå med sig till Riksserien.
| Nr | Lag                   | S  | V  | O | F | GM | IM | MS  | P  |
| -- | --------------------- | -- | -- | - | - | -- | -- | --- | -- |
| 1  | Modo Hockey           | 10 | 10 | 0 | 0 | 95 | 9  | +86 | 20 |
| 2  | Skellefteå AIK        | 10 | 8  | 0 | 2 | 72 | 13 | +59 | 16 |
| 3  | Munksund-Skuthamns SK | 10 | 6  | 0 | 4 | 29 | 60 | −31 | 12 |
| 4  | Timrå IK              | 10 | 2  | 1 | 7 | 20 | 42 | −22 | 5  |
| 5  | IF Sundsvall Hockey   | 10 | 2  | 1 | 7 | 26 | 57 | −31 | 5  |
| 6  | Överkalix IF          | 10 | 1  | 0 | 9 | 11 | 72 | −61 | 2  |

### Div 1 Östra
Lagen i den östra mötte varandra en gång hemma och en gång borta, vilket gav 14 omgångar, som spelades under perioden 7 oktober till 9 december 2007. AIK segrade och fick med sig Segeltorp, Brynäs och Leksand Riksserien.
| Nr | Lag                | S  | V  | O | F  | GM  | IM  | MS   | P  |
| -- | ------------------ | -- | -- | - | -- | --- | --- | ---- | -- |
| 1  | AIK                | 14 | 13 | 1 | 0  | 158 | 11  | +147 | 27 |
| 2  | Segeltorps IF      | 14 | 11 | 2 | 1  | 125 | 15  | +110 | 24 |
| 3  | Brynäs IF          | 14 | 10 | 1 | 3  | 132 | 25  | +107 | 21 |
| 4  | Leksands IF        | 14 | 8  | 0 | 6  | 91  | 58  | +33  | 16 |
| 5  | Västerhaninge IF   | 14 | 6  | 0 | 8  | 52  | 46  | +6   | 12 |
| 6  | Västerås IK        | 14 | 3  | 0 | 11 | 17  | 122 | −105 | 6  |
| 7  | Skogsbo SK         | 14 | 3  | 0 | 11 | 17  | 151 | −134 | 6  |
| 8  | Charlottenbergs HC | 14 | 0  | 0 | 14 | 8   | 172 | −164 | 0  |

### Div 1 Södra
Lagen i den södra serien mötte varandra bara en gång, vilket gav åtta omgångar som spelades under perioden 29 september till 6 december 2007. Linköping vann serien och med dem till Riksserien följde Växjö.
| Nr | Lag                         | S | V | O | F | GM  | IM  | MS   | P  |
| -- | --------------------------- | - | - | - | - | --- | --- | ---- | -- |
| 1  | Linköping HC                | 8 | 8 | 0 | 0 | 130 | 2   | +128 | 16 |
| 2  | Växjö Lakers Ladies HC      | 8 | 6 | 1 | 1 | 88  | 12  | +76  | 13 |
| 3  | Hanhals IF                  | 8 | 6 | 1 | 1 | 67  | 16  | +51  | 13 |
| 4  | HC Lidköping                | 8 | 5 | 0 | 3 | 37  | 24  | +13  | 10 |
| 5  | Munkedals BK                | 8 | 3 | 0 | 5 | 31  | 58  | −27  | 6  |
| 6  | Jönköpings IF Queens        | 8 | 3 | 0 | 5 | 21  | 63  | −42  | 6  |
| 7  | Grästorps IK                | 8 | 3 | 0 | 5 | 24  | 72  | −48  | 6  |
| 8  | Järnbrott HK                | 8 | 1 | 0 | 7 | 20  | 79  | −59  | 2  |
| 9  | Töreboda/Mariestad Tornados | 8 | 0 | 0 | 8 | 11  | 103 | −92  | 0  |

## Fortsättningsserier
Lagen som inte kvalificerade sig för Riksserien fortsatte att spela i division 1 under våren där de fick sällskap av ytterligare elva lag från division 2. Segraren från respektive serie kvalificerade sig för slutspel, där de mötte varsitt lag från Riksserien i en serie av bäst av tre matcher i åttondelsfinaler.

### Div 1 Norra forts
IF Sundsvall Hockey, som var kvalificerat att spela i Div 1 även under våren, drog sig ur seriespelet efter höstsäsongen. Timrå vann serien och fick platsen i SM-slutspelet.
| Nr | Lag                   | S | V | O | F | GM | IM | MS  | P  |
| -- | --------------------- | - | - | - | - | -- | -- | --- | -- |
| 1  | Timrå IK              | 6 | 5 | 1 | 0 | 39 | 9  | +30 | 11 |
| 2  | Munksund-Skuthamns SK | 6 | 4 | 1 | 1 | 32 | 10 | +22 | 9  |
| 3  | Överkalix IF          | 6 | 2 | 0 | 4 | 7  | 23 | −16 | 4  |
| 4  | Modo HK Junior        | 6 | 0 | 0 | 6 | 3  | 39 | −36 | 0  |

### Div 1 Östra forts
Västerhaninge vann serien och fick platsen i SM-slutspelet.
| Nr | Lag                | S  | V  | O | F  | GM  | IM | MS   | P  |
| -- | ------------------ | -- | -- | - | -- | --- | -- | ---- | -- |
| 1  | Västerhaninge IF   | 14 | 14 | 0 | 0  | 131 | 7  | +124 | 28 |
| 2  | Ormsta/DE          | 14 | 9  | 1 | 4  | 75  | 30 | +45  | 19 |
| 3  | Almtuna IS         | 14 | 7  | 1 | 6  | 40  | 37 | +3   | 15 |
| 4  | Segeltorps IF (B)  | 14 | 5  | 2 | 7  | 34  | 41 | −7   | 12 |
| 5  | Göta/Tranebergs IK | 14 | 5  | 1 | 8  | 45  | 59 | −14  | 11 |
| 6  | Tullinge TP        | 14 | 4  | 2 | 8  | 29  | 49 | −20  | 10 |
| 7  | Nyköpings Griffin  | 14 | 4  | 2 | 8  | 32  | 92 | −60  | 10 |
| 8  | Norsborgs IF       | 14 | 3  | 1 | 10 | 24  | 95 | −71  | 7  |

### Div 1 Västra forts
Västra serien spelades enbart som vårserie efter nyår och bestod bl.a. av Skogsbo, Västerås och Charlottenberg som spelat i den östra under hösten. Dessutom tillkom tre lag från division II. Skogsbo vann serien och kvalificerade sig därmed till SM-slutspelet.
| Nr | Lag                | S  | V | O | F | GM | IM | MS  | P  |
| -- | ------------------ | -- | - | - | - | -- | -- | --- | -- |
| 1  | Skogsbo SK         | 10 | 8 | 0 | 2 | 54 | 21 | +33 | 16 |
| 2  | Västerås IK        | 10 | 6 | 2 | 2 | 42 | 21 | +21 | 14 |
| 3  | Charlottenbergs HC | 10 | 4 | 3 | 3 | 34 | 38 | −4  | 11 |
| 4  | Lindlövens IF      | 10 | 3 | 2 | 5 | 32 | 41 | −9  | 8  |
| 5  | Malungs IF         | 10 | 3 | 1 | 6 | 22 | 41 | −19 | 7  |
| 6  | Hällefors IK       | 10 | 0 | 4 | 6 | 23 | 45 | −22 | 4  |

### Div 1 Södra forts
Hanhals vann serien och fick platsen i SM-slutspelet.
| Nr | Lag                         | S | V | O | F | GM | IM | MS  | P  |
| -- | --------------------------- | - | - | - | - | -- | -- | --- | -- |
| 1  | Hanhals IF                  | 6 | 6 | 0 | 0 | 64 | 2  | +62 | 12 |
| 2  | HC Lidköping                | 6 | 4 | 0 | 2 | 38 | 13 | +25 | 8  |
| 3  | Grästorps IK                | 6 | 3 | 1 | 2 | 29 | 20 | +9  | 7  |
| 4  | Jönköpings IF Queens        | 6 | 3 | 1 | 2 | 29 | 29 | 0   | 7  |
| 5  | Munkedals BK                | 6 | 2 | 2 | 2 | 29 | 30 | −1  | 6  |
| 6  | Järnbrott HK                | 6 | 1 | 0 | 5 | 13 | 40 | −27 | 2  |
| 7  | Töreboda/Mariestad Tornados | 6 | 0 | 0 | 6 | 3  | 71 | −68 | 0  |